# 라일리 그리피스
라일리 그리피스(Riley Griffiths, 1997년 5월 14일 ~ )는 미국의 배우, 영화배우이다.
시더시티에서 태어났다.

## 영화
- 슈퍼 에이트 (2011년) - 찰스 역